# Меланизм
Мелани́зм (от греч. μέλας — «чёрный») — вариант фенотипа, характеризующийся намного более тёмной по сравнению с другими особями данного вида окраской. Чёрная, коричневая или бурая окраска наружных покровов животных, определяемая пигментами меланинами, возникает в результате наследственных изменений и может быть «подхвачена» естественным отбором, если тёмные формы более жизнеспособны, чем светлые.
Явление меланизма наблюдается при нормальных условиях у многих видов животных: млекопитающих (белка, лисица, почти все виды семейства кошачьих), пресмыкающихся (коралловая змея), насекомых, рыб.
Среди млекопитающих классическим примером меланизма являются его проявления у кошек. Леопардов и ягуаров, у которых проявляется меланизм, обычно называют «пантерами» или «чёрными пантерами». Примером сильного распространения мутации, которая приводит к меланизму в популяции кошачьих, является популяция леопарда на территории Малайзии, где около 50 % животных имеют чёрную окраску. Вообще среди больших кошек меланизм обычно является более распространённым в тех популяциях, которые живут в плотных лесах — при условии недостатка освещения тёмные животные здесь менее заметны, чем на открытой местности, что облегчает им выживание.
У домашней кошки также часто встречаются чёрные меланистические формы. При этом в популяциях одичавших кошек в больших городах естественный отбор приводит к увеличению относительного количества чёрных особей.

## Индустриальный меланизм
Индустриальный меланизм — появление меланистических форм животных в результате их естественного отбора в местообитаниях с интенсивным развитием промышленности.
Около районов с крупными промышленными центрами в Европе (особенно Англии) и в Северной Америке описаны десятки видов бабочек, в популяциях которых обнаружены меланистические формы.
Наиболее известным примером данного явления является берёзовая пяденица (Biston betularia).
До середины XIX века все экземпляры берёзовой пяденицы имели бело-сероватую окраску крыльев с тёмными пятнышками, что обеспечивало покровительственную окраску на стволах деревьев. Сейчас многие популяции полиморфны и образуют чёрные меланистические формы — Biston betularia carbonaria.
Появление меланистических форм — следствие направленного отбора, главным движущим фактором которого является избирательное поедание особей бабочек птицами. В лесах вокруг промышленных конгломератов и городов стволы деревьев часто лишены лишайников и могут быть почерневшими от копоти. В таких районах покровительственной окраской является чёрная, а в незагрязнённых районах — светлая пятнистая.
Также известна третья, промежуточная форма между меланистической и светлой окрасками берёзовой пяденицы — insularia, встречающаяся в пограничных по степени загрязнения районах. Эта окраска, как и меланистическая, доминирует над светлой.
Аллели, контролирующие меланистическую окраску, обладают плейотропным действием, определяя характер окраски бабочки и её поведение. Предполагается, что первые меланистические особи были гетерозиготны, поскольку частота мутантного гена была очень мала, следовательно, доминирование возникло между взаимоисключающими аллелями.

## Абундизм
Близким к меланизму понятием является неполный меланизм («абундизм») — состояние, при котором усиленная пигментация кожи или других покровов происходит не равномерно, а отдельными участками. При абундизме, например, пятна или полосы у животных с пятнистой или полосатой окраской покровов могут расширяться вплоть до слияния, которое приводит к так называемому псевдомеланизму. Меланизм и абундизм чаще всего являются результатом мутаций, но могут возникать и вследствие других факторов, таких как влияние температуры во время беременности, которая может влиять на транскрипцию и трансляцию генов.
Пример: у домашних кошек абундизм проявляется в виде окраса «мраморный табби» (иногда называемый «бурундуковым» из-за характерных продольных полос на спине, сходных с полосами бурундуков). У гепардов — в виде особой окраски с продольными полосами на спине, такие особи называются «королевский гепард».